# سفوهن
سفوهن (به عربی: سفوهن) یک روستا در سوریه است که در ناحیه کفرنبل واقع شده‌است. سفوهن ۳٬۳۹۹ نفر جمعیت دارد.